# 朱表枋
河东恭宪王朱表枋（1476年—1510年），明朝河东荣安王朱奇淮的庶长子，追封河东王。

## 生平
朱表枋在祖父河东昭靖王朱锺鏸在位时封辅国将军，父亲朱奇淮继位后加封镇国将军。正德五年（1510年），朱表枋去世。
正德九年（1514年）朱奇淮去世后，由朱表枋的嫡次子朱知炯袭封河东王。朱表枋因此得以追封为河东王，谥恭宪。

## 评价
- 《弇山堂别集》卷072：敬順事上，博聞多能。